# Piccolo dodecicosidodecaedro ditrigonale
In geometria, il piccolo dodecicosidodecaedro ditrigonale è un poliedro stellato uniforme avente 44 facce - 20 triangolari, 12 decagonali e 12 a forma di pentagramma - 120 spigoli e 60 vertici.

## Coordinate cartesiane
Le coordinate cartesiane per i vertici del piccolo dodecicosidodecaedro ditrigonale sono date da tutte le permutazioni pari di:
{\displaystyle \left(\,\pm 1,\,\pm 2\varphi ,\,\pm (\varphi -1)\,\right)}
{\displaystyle \left(\,0,\,\pm (\varphi +1),\,\pm (2\varphi -1)\,\right)}
{\displaystyle \left(\,\pm 1,\,\pm 2,\,\pm (\varphi +1)\,\right)}
dove {\displaystyle \varphi ={\tfrac {1+{\sqrt {5}}}{2}}} è la sezione aurea.

## Poliedri correlati
Il piccolo dodecicosidodecaedro ditrigonale , spesso indicato con il simbolo U43 e avente come inviluppo convesso un rombicosidodecaedro non uniforme, ha la stessa disposizione di vertici del grande dodecaedro troncato stellato, inoltre, esso condivide la disposizione degli spigoli con il piccolo icosicosidodecaedro, con cui ha in comune la disposizione delle facce triangolari e pentagrammiche, e con il piccolo dodecicosaedro, con cui ha in comune la disposizione delle facce decagonali.
| Grande dodecaedro troncato stellato | Piccolo icosicosidodecaedro | Piccolo dodecicosidodecaedro ditrigonale | Piccolo dodecicosaedro |

### Piccolo esacontaedro dodecacronico ditrigonale
Il piccolo esacontaedro dodecacronico ditrigonale è un poliedro stellato isoedro, nonché il duale del piccolo dodecicosidodecaedro ditringonale, avente per facce 60 dardi, chiamati anche aquiloni non convessi.
Dato un piccolo dodecicosidodecaedro ditringonale di spigolo pari a 1, immaginando il piccolo esacontaedro dodecacronico ditrigonale come composto da 60 facce intersecanti a forma di dardo, come riportato nella figura sottostante, di cui solo una parte visibile all'esterno del solido, le facce risultanti hanno una coppia di angoli uguali di ampiezza pari a {\displaystyle \arccos({\frac {5}{12}}+{\frac {1}{4}}{\sqrt {5}})\approx 12,661\,078\,804\,43^{\circ }} e due angoli di ampiezza {\displaystyle \arccos(-{\frac {5}{12}}-{\frac {1}{60}}{\sqrt {5}})\approx 116,996\,396\,851\,70^{\circ }} e {\displaystyle 360^{\circ }-\arccos(-{\frac {1}{12}}-{\frac {19}{60}}{\sqrt {5}})\approx 217,681\,445\,539\,45^{\circ }}, con il rapporto tra lati lunghi e lati corti pari a {\displaystyle {\frac {31+5{\sqrt {5}}}{38}}\approx 1,110\,008\,944\,41}.